# Trakai vár
A Trakai vár Litvánia Trakai kisvárosának legnépszerűbb és egyik legszebb turisztikai látványossága. A Galvė-tavon álló építmény, vízzel körülvéve, a parttól körülbelül 150 méterre, az ellenség ellen igen jelentős védelmet biztosított, nem véletlenül volt korábban sokáig a Litván Nagyfejedelemség központja a település, a vár pedig a fejedelmek rezidenciája. A mostani fővárostól, Vilniustól 27 km-re nyugatra található.
Az építményt teljesen körbe lehet járni, szép kilátás nyílik a körben elterülő tavakra és Trakai városára is.
A korábban erődítményként, védelmi célokat szolgáló épületkomplexum  ma a 82 km²-es Trakai Történelmi Nemzeti Park része, történelmi és építészeti műemlék, valamint történelmi múzeum, melyet a litvánok ősi államiságuk szimbólumaként tisztelnek.

## Története
A várkomplexum több szakaszban épült. Legelső várának építése a 14. század második felére tehető, amikor Gediminas litván nagyfejedelem egyik fia, Kęstutis védelmi rendszerként elkezdte építtetni a Galvė-tó déli partja közelében lévő három sziget közül a legnagyobbon. Szükség is volt a védelemre, mert 1345 és 1382 között a német lovagok száz alkalommal törtek be a litván földre. Az 1377-ben történt támadásuk után a károk kijavítását Kęstutis fia, Vytautas rendelte el, mely 1409-ig tartott. A helyreállításon kívül két új szárnnyal és egy hatszintes lakótoronnyal is bővült a vár, ez utóbbiban egy kápolnát is létrehoztak. A torony belső részén, hogy a személyzet anélkül jusson el a kiszolgáló helyiségekbe, hogy belépnének a fejedelmi palotába, több, fából készült függőgalériát hoztak létre. 
Az alapokat kőből rakták le, a fő építőanyag a vörös tégla volt, díszítésként mázas tetőcserepet, égetett téglát és festett üvegablakokat használtak a gótikus stílushoz hűen.
A 15. század elején újabb építkezésre került sor. A várudvart kibővítették, három nagy védőtornyot és függőgalériákat építettek, a falakat 2,5 méter vastagságúra növelték, kapumű is kialakításra került, valamint egy várárok, mely elválasztotta a fejedelmi palotát a külső várudvartól.
A grünwaldi csata után, amikor a litván nagyfejedelemség a lengyel királysággal összefogva legyőzte a Német Lovagrendet, a Trakai vár elvesztette stratégiai jelentőségét. Rezidencia lett belőle és a külföldi küldöttek fogadására szolgáló hely, később még börtönként is funkcionált az engedetlen nemesek számára. 
A moszkvai nagyfejedelemség ellen folytatott 17. századi háború ideje alatt a vár nagymértékben megrongálódott, a háború után nem kezdték meg a helyreállítását.

## Helyreállítása
A várban található freskókat Wincenty Smokowski másolta le és próbálta megóvni a 19. században. 1888-ban az orosz régészeti bizottság mérte fel a károkat és dokumentálta a vár még látható jegyeit, majd 1905-ben a cári orosz hatóságok megkezdték a helyreállítást. Lényegesebb munka csak 1935–1941 között történt, amikor a falak egyes részeit megerősítették, valamint a külső várudvar délkeleti tornyát újraépítették. A II. világháború miatt a munkálatok félbeszakadtak, csak az ötvenes években folytatódtak igen nagyszabású újjáépítési tervvel, amit Bronislovas Krüminis építész vezetésével 1962-re valósítottak meg.

## Jelene
Az 1960-as évek elejétől a vár főként múzeumként működik, valamint koncerteket, hangversenyeket, kézműves rendezvényeket, a lovagteremben pedig esküvőket rendeznek.
Az épületkomplexum egy külső várból és egy lakótornyos belső várból áll, ezek között vizesárok és egy felhúzható függőhíd található. Az elővár udvarán ahol régen a várvédők, a személyzet és a raktárak voltak, ma a 18–19. századi feudális udvarházak egykori bútor-, porcelán-, pipa- és vadászfelszerelés gyűjteménye látható. 
A belső udvarból nyíló helyiségekben kortörténeti kiállítások, középkori fegyvergyűjtemény,
a hajdani hálószobából a pincébe lejutva éremleletek, valamint ezüsttel ötvözött díszedények tekinthetőek meg.
A vár falain a jelesebb litván fejedelmeket, valamint csatajeleneteket ábrázoló festmények láthatóak. Jan Matejko Grünwaldi csata című festményének másolata is megtekinthető. (Az eredeti Varsó Nemzeti Múzeumában van kiállítva.)

## Képgaléria
|  |  |  |  |

|  |  |  |  |  |